# Cechenotettix lybicus
Cechenotettix lybicus är en insektsart som beskrevs av Abdul-nour 2007. Cechenotettix lybicus ingår i släktet Cechenotettix och familjen dvärgstritar. Inga underarter finns listade i Catalogue of Life.